# Moldovka
Moldovka (del ruso: Молдо́вка) es un seló del distrito de Ádler de la unidad municipal de la ciudad-balneario de Sochi, en el krai de Krasnodar de Rusia, en el sur del país (Cáucaso occidental). Está situado en la orilla derecha del río Mzymta, cerca de su desembocadura en el mar Negro, 23 km al sureste de Sochi y 192 km al sureste de Krasnodar. Tenía 2.245 habitantes en 2010,.
Es centro administrativo del municipio rural Moldovski, al que pertenecen Vysókoye, Galítsyno, Kazachi Brod, Lesnoye, Lípniki, Monastyr y Oriol-Izumrud.

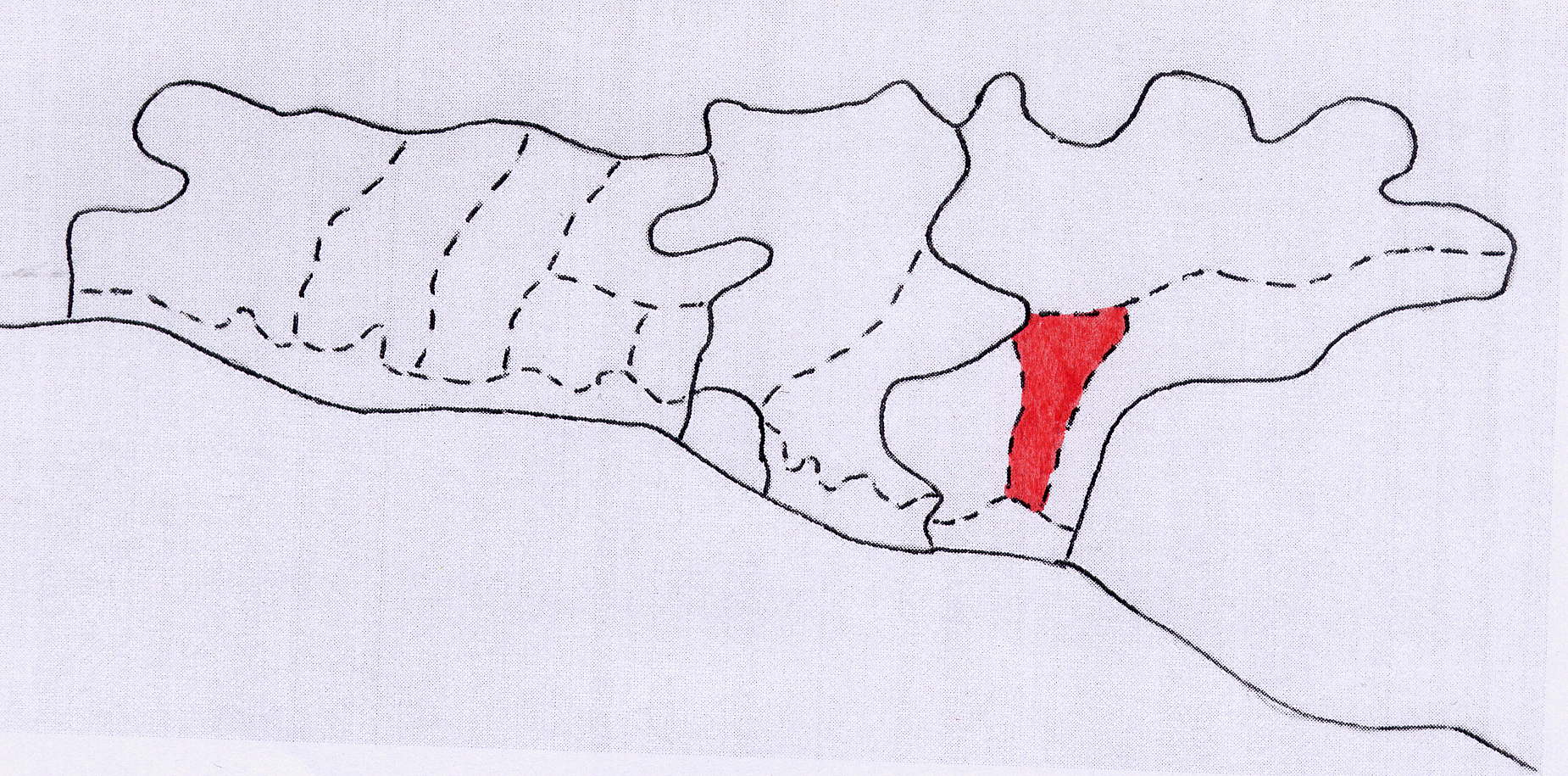
El municipio rural Moldovski en el mapa de la unidad municipal de Sochi.

## Historia
El nombre del seló tiene su origen en el etnónimo moldavan (en ruso: молдаван, moldavo), los primeros colonos habitantes de este pueblo, que fue fundado en 1880 por 48 familias procedentes de la gobernación de Besarabia. Inicialmente la carretera Novorosíisk-Sujumi pasaba por Moldovka, pero su trazado fue modificado posteriormente. Conservó su importancia como lugar de paso sobre el río Mzymta por el viejo puente de la localidad. 
En 1941, en la parte meridional del territorio del seló se edificó el aeropuerto internacional de Sochi.

## Lugares de interés

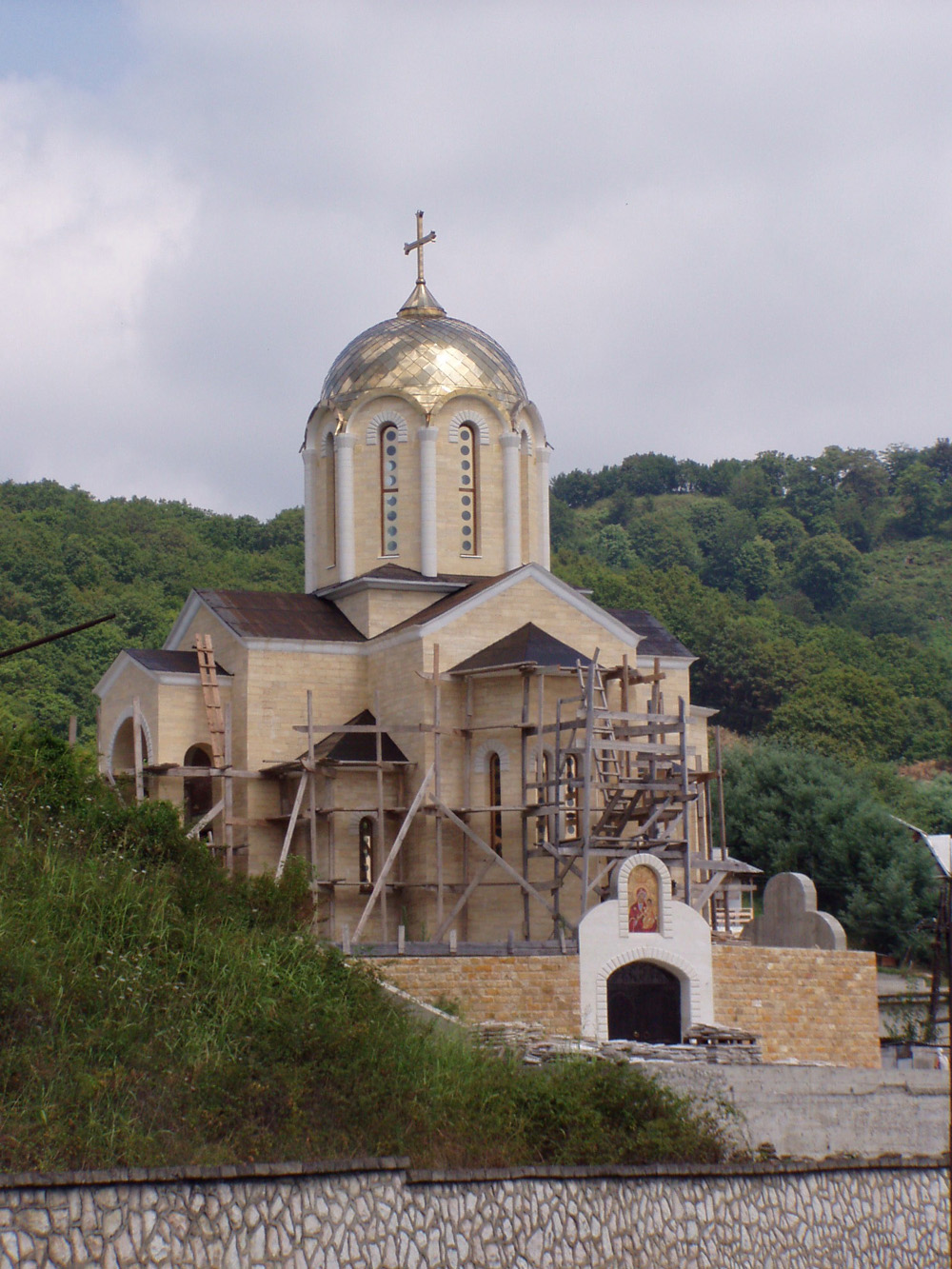
Iglesia de San Nicolás de Moldovka.

Cabe destacar como monumento religioso, la iglesia de San Nicolás. En un parque de la localidad hay una estatua a Lenin.

## Transporte
El aeropuerto internacional de Sochi está en el territorio de Moldovka, entre el seló y el río. Desde la estación de ferrocarril del aeropuerto se llega a Ádler y se conecta con el sistema del ferrocarril del Cáucaso Norte. Del otro lado del río se halla la carretera A148 Ádler-Krásnaya Poliana.